# 甲碸黴素
甲碸黴素，又名硫黴素、甲碸氯黴素或賽芬妥黴素，是一種酰胺醇类抗生素。它是氯黴素的甲基磺醘基相似體，有著相似的反應，强度却小2.5－5倍。與氯黴素相似，甲碸黴素不溶於水，但卻极易溶於脂類。与氯黴素相比，甲碸黴素的主要优点是不會引起再生不良性貧血。

## 应用
许多國家主要将甲碸黴素用于獸药，但在中國及意大利该抗生素还可以用于人類疾病的治疗。在巴西，甲碸黴素的应用也十分广泛，特别是用于治疗性传播疾病及盆腔炎。

## 外部連結
- Overview at World Health Organization - Food and Agriculture Organization （页面存档备份，存于）
- Raymond J, Boutros N, Bergeret M. . Med Trop (Mars). 2004, 64 (1): 33–8. PMID 15224555.
- Marchese A, Debbia E, Tonoli E, Gualco L, Schito A. . J Chemother. 2002, 14 (6): 554–61. PMID 12583545.